# Democratische Regio Partij
De Democratische Regio Partij (Turks: Demokratik Bölgeler Partisi, Koerdisch: Partiya Herêman a Demokratîk, DBP, voorheen BDP) is een Koerdische politieke partij in Turkije. De partij werkt samen met de Democratische Volkspartij (HDP). De BDP is de opvolger van de Democratische Samenlevingpartij (DTP) die in 2009 verboden werd. Op 11 juli 2014 werd de naam veranderd van Vrede en Democratie Partij (BDP) naar Democratische Regio Partij (DBP).